# Sicilienne

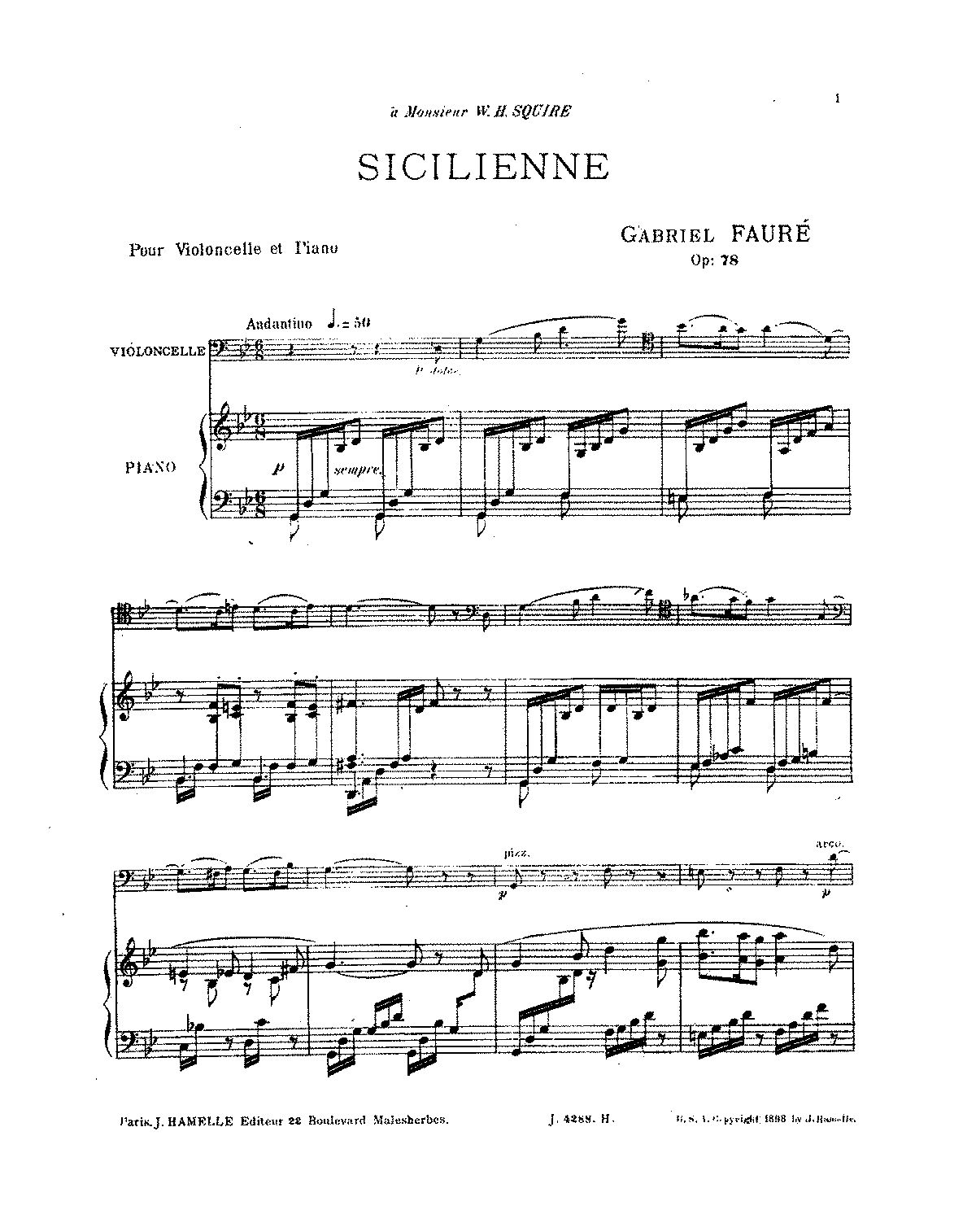
Erste Seite der Partitur für Klavier und Violoncello. Die Cellostimme wird sowohl im Bassschlüssel als auch im C-Schlüssel notiert

Sicilienne ist der Titel eines impressionistischen Musikstücks von Gabriel Fauré aus dem Jahre 1893. Im Werkverzeichnis des Komponisten trägt es die Opuszahl 78. Ursprünglich war es als Bestandteil einer Musik für die Ballettkomödie Der Bürger als Edelmann (Le bourgeois gentilhomme) von Molière gedacht, doch dazu kam es nicht. Dafür ist es in Faurés Schauspielmusik für Maurice Maeterlincks Pelléas et Mélisande enthalten. 1898 bearbeitete er das Stück kammermusikalisch für Klavier und Violoncello, doch entstanden auch zahlreiche weitere Transkriptionen und Bearbeitungen. Fauré widmete sein Werk dem englischen Cellisten William Henry Squire (1871–1963), die Sicilienne ist bis heute ein beliebtes und oft gespieltes Vortragsstück.

## Musikalische Struktur
Der weibliche französische Begriff Sicilienne bezieht sich auf eine Satzbezeichnung der Barockmusik, dem Siciliano, für den ein wiegender Rhythmus charakteristisch ist. Ähnlich wie dieser weist Faurés Stück eine lieblich-melancholische melodische Tonfolge auf. Gesetzt ist das Werk in der Tonart g-Moll. Als Tempo für den gleitenden, nicht zu schnellen durchgehenden 6/8 – Takt gibt der Komponist die Metronomzahl  = 50 an, die punktierte Viertelnote soll also in 50 Schlägen pro Minute gespielt werden (andantino). Die Tonstärke beginnt mit einem  (piano, schwach-leise). Nur selten setzt Fauré mit einem  (forte, stark-laut) einen dynamischen Akzent in dieser durchgehend sanften und zurückhaltenden Musik. Das Stück besteht aus drei Teilen; der erste erstreckt sich über 43 Takte, dann schließt sich ein Zwischenspiel über 18 Takte in Es-Dur an. Beendet wird die Sicilienne nach weiteren 25 Takten mit einem Wiederaufnehmen der Anfangsmelodie in g-Moll und einem  (pianissimo) sehr leisen g-Moll-Schlussakkord.

## Bearbeitungen
Das Stück wurde von Fauré selbst in einer orchestrierten Fassung 1898 als dritter Satz für seine Suite Pelléas et Mélisande, op. 80 verwandt, wobei Querflöte als melodietragendes Instrument und Harfe als rhythmische Begleitung die dominierenden Instrumente des Orchesters sind. Am bekanntesten ist die Version für Violoncello und Klavier. Darüber hinaus gibt es von der Sicilienne zahlreiche Bearbeitungen für die unterschiedlichsten Instrumente. Weit verbreitet sind Interpretationen für Violine oder Flöte mit Klavierbegleitung. Aber auch die Kombination Flöte und Harfe können dem impressionistischen Charakter der Musik sehr nahe kommen. Eine Interpretation für Gitarre solo legte der türkische Gitarrist Emre Sabuncuoğlu vor.